# Devendro Singh
Devendro Singh Laishram (* 2. März 1992 in Imphal) ist ein indischer Boxer im Halbfliegengewicht.

## Karriere
Devendro Singh wurde 2009 sowie 2010 indischer Jugendmeister und gewann 2010 auch die Silbermedaille bei den asiatischen Jugendmeisterschaften im Iran. Bei den Jugend-Weltmeisterschaften 2010 in Aserbaidschan schied er im zweiten Kampf gegen Naoya Inoue aus.
Bei den Weltmeisterschaften 2011 in Aserbaidschan besiegte er Assylbek Nazaraliyev, Joselito Velásquez und Carlos Quipo, ehe er erst im Viertelfinale Shin Jong-hun unterlag und sich somit für die Olympischen Spiele 2012 in London qualifizierte. Zudem gewann er 2012 noch Silber beim President’s Cup in Kasachstan, als er gegen Wassili Jegorow und Birschan Schaqypow ins Finale kam und dort gegen Yosvany Veitía unterlag. Bei den Olympischen Spielen 2012 konnte er Bayron Molina und Pürewdordschiin Serdamba besiegen, ehe er im Viertelfinale gegen Paddy Barnes unterlag und damit auf einem fünften Rang landete.
Eine weitere Silbermedaille gewann er bei den Asienmeisterschaften 2013 in Jordanien. 2014 gewann er das Bocskai-Turnier in Ungarn mit einem Finalsieg gegen Schomart Jerschan und nahm auch an den Commonwealth Games 2014 in Schottland teil, wo er erst im Finale erneut gegen Paddy Barnes scheiterte und die Silbermedaille gewann. Die Asienspiele 2014 in Südkorea beendete er auf einem fünften Platz nach einer Niederlage gegen Shin Jong-hun.
2015 gewann er das Doha-Turnier in Katar und eine Bronzemedaille bei den Asienmeisterschaften in Thailand, als er im Halbfinale gegen Hasanboy Doʻsmatov ausgeschieden war. Bei den Weltmeisterschaften 2015 in Katar unterlag er im Auftaktkampf gegen Harvey Horn. Bei den Olympiaqualifikationsturnieren 2016 in China und Aserbaidschan schlug er Fuad Redzuan, Tu Po-Wie, Leandro Blanc und Sibusiso Bandla, verlor jedoch gegen Rogen Ladon und Samuel Carmona, womit er sich nicht für die Olympischen Spiele 2016 empfehlen konnte.